# كلية الصحة العامة بجامعة ميشيغان

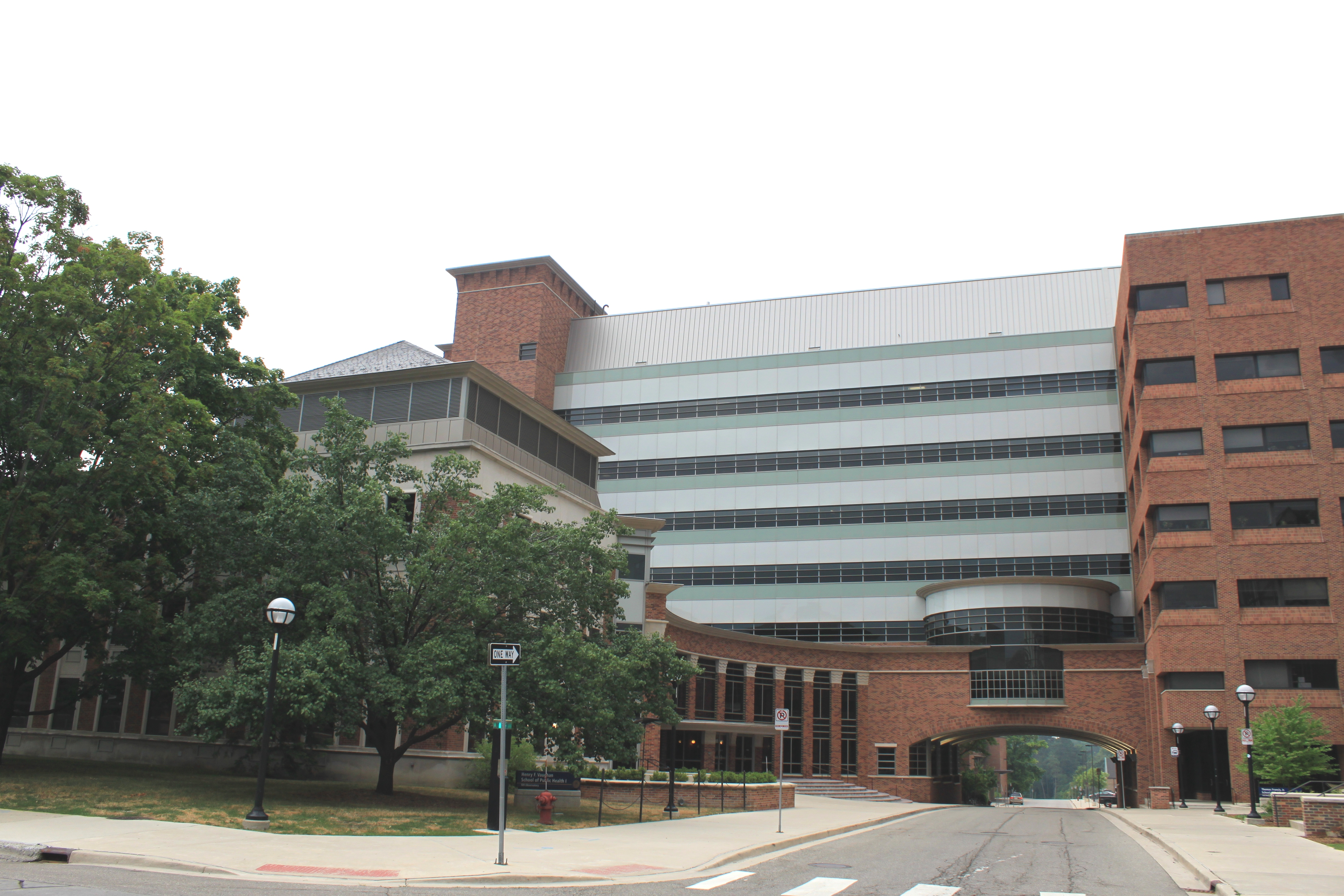
كلية هنري في فوجان للصحة العامة

إن كلية الصحة العامة بجامعة ميشيغان هي إحدى كليات الدراسات العليا في جامعة ميشيغان. تقع الكلية في آن آربر في ميشيغان، وهي إحدى أقدم كليات الصحة العامة في البلاد وتعتبر إحدى أعرق الكليات التي تركز على الصحة في الولايات المتحدة. أنشئت الكلية عام 1941 ولقد نمت كلية الصحة العامة في جامعة ميشيغان بحيث تجاوزت برامج الشهادات في جامعة ميشيغان في الصحة العامة وبعض تلك الشهادات يرجع إلى القرن التاسع عشر.
تم تحديث بيان مهمة الكلية عام 2011:
«تهدف كلية الصحة العامة بجامعة ميشيغان إلى خلق ونشر المعرفة من أجل الوقاية من الأمراض وتحسين صحة السكان في جميع أنحاء العالم. فنحن نهتم اهتمامًا خاصًا بالعدالة في الصحة ولهذا نركز تركيزًا خاصًا على الفئات المحرومة التي تعاني بطريقة غير متناسبة من المرض والعجز. فنحن نعمل كنقطة تلاقٍ متنوعة وشاملة للمعرفة والممارسة، وهدفنا هو أن نجد حلاً لمشكلات الصحة العامة الحالية والمستقبلية.»
المرتبة الوطنية:
وفقًا لتقرير يو إس نيوز لعام 2011 حول برامج التخرج، تحتل كلية الصحة العامة بجامعة ميشيغان المرتبة # الرابعة لكليات الصحة العامة في البلاد وتحتل أيضًا المرتبة # الأولى في برامج إدارة الرعاية الصحية في البلاد.

## المنهج التعليمي
يُقدم برنامج الماجستير للصحة العامة في خمسة أقسام في الكلية (ولكل برنامج منها مجالات تركيز متنوعة):
- علم الإحصاء الحيوي
- علوم الصحة البيئية
- علم الأوبئة
- تعليم السلوكيات الصحية والصحة
- إدارة وسياسة الصحة

تضم برامج الشهادات الأخرى التي تقدمها الأقسام:
- علم الإحصاء الحيوي: [ماجستير, دكتوراه
- الصحة البيئية:ماجستير، دكتوراه
- علم الأوبئة: ماجستير، دكتوراه
- تعليم السلوكيات الصحية والصحة: دكتوراه
- إدارة وسياسة الصحة:ماجستير، ماجستير إدارة الخدمات الصحية, دكتوراه

(تُقدم برامج الماجستير والدكتوراه تحت إشراف كلية راخام للدراسات العليا بجامعة ميشيغان.)
بدءًا من عام 2012، تم تقديم برنامج الماجستير في المعلوماتية الصحية بالاشتراك مع كلية المعلومات وكلية الصحة العامة في جامعة ميشيغان.
هناك برنامج حديث نسبيًا يقدم كليًا عبر الإنترنت: Certificate in the Foundations of Public Health .

## كلية مرموقة (وكلية قديمة)
- يوناس سولك, مخترع مصل شلل الأطفال
- ثوماس فرانسيس، الابن معلم يوناس سولك؛ قام بإجراء تجارب عملية لمصل شلل الأطفال الفموي الذي اعتبر آمنًا وفعالاً
- جون آر جريفث, أندرو باتولو الأستاذ الجامعي في قسم إدارة وسياسة الصحة واشترك في تأليف مؤسسة الرعاية الصحية جيدة الإدارة (The Well-Managed Health Care Organization)
- جورج كابلان، عالم الأوبئة الاجتماعية
- باولا لانتز, الرئيس السابق لقسم إدارة وسياسة الصحة
- كين وارنر, العميد السابق لكلية الصحة العمل، الذي عمل بنجاح في تطبيق سياسة منع التدخين في حرم جامعة ميشيغان في الأول من يوليو عام 2011.
- فيكتور ستريتشر، مؤسس الإعلام الصحي والمخترع المميز بجامعة ميشيغان عام 2010

## خريجون ودارسون بارزون
- لاري بريليانت, رئيس مؤسسة جوجل (Google.org)
- جوليو فرينك, وزير صحة سابق في المكسيك
- ديفيد مايكل جرين, زميل مؤسسة ماك آرثر
- ألبرت إتش ويلر, أول عمدة لآن آربر من أصل إفريقي

## وصلات خارجية
- University of Michigan School of Public Health

‌